# Adolph Otto Niedner
Adolph Otto Niedner (1 de octubre de 1863 - 27 de diciembre de 1954) fue un armero estadounidense recordado por diseñar el cartucho que más tarde seria comercialmente conocido como el .25-06 Remington .

## Biografía
Niedner nació en Filadelfia, de padres inmigrantes alemanes; Carl Heinrich Niedner y Augusta W. (Trapp) Niedner. En 1880 se alistó en el ejército de los Estados Unidos y combatió contra los levantamientos apaches encabezados por Victorio y Gerónimo . En 1883 fue dado de baja con una cicatriz de una herida en el cuero cabelludo. También sirvió en la policía de Milwaukee, Wisconsin, hasta que se mudó a Malden, Massachusetts en 1899 para trabajar como tejedor en el negocio de fabricación de calcetines de lino de su padre.

## Armero
Niedner abrió su armería en Malden en 1906, trabajando con miembros de la Asociación del Rifle de Massachusetts,  como el fabricante de cañones Harry Pope, dando servicios al experto en balística Franklin Ware Mann, y prototipos de miras para armas Patridge para el inventor Eugene Patridge. 
En 1920 se mudó a Dowagiac, Michigan en 1920 donde estableció la Niedner Rifle Company y fue elegido alcalde de Dowagiac en 1926. 
Niedner se especializó en rifles de recámara y de un solo tiro e hizo rifles personalizados para personajes como Townsend Whelen, Charles Newton y Ned Roberts .
Tras la muerte de su esposa, Josephine C. (Josie), en 1940; vendió el negocio y vivió solo en Dowagiac hasta su muerte por un ataque cardíaco el 27 de diciembre de 1954.